# Щербина, Максим Гаврилович
Максим Гаврилович Щербина — советский хозяйственный, государственный и политический деятель, Герой Социалистического Труда.

## Биография
Родился в 1896 году в Екатеринославской губернии. Член КПСС с 1941 года.
С 1914 года — на хозяйственной, общественной и политической работе. В 1914—1959 гг. — помощник вальцовщика на Брянском заводе в Екатеринославе, участник Первой мировой войны, комендор на крейсере «Аврора», участник штурма Зимнего дворца, участник Октябрьской революции, участник Гражданской войны, ответственный работник металлургического завода имени Петровского.
Участник Великой Отечественной войны, защитник Украины, командир расчёта 37-мм зенитного автомата на лидере эсминцев «Харьков» Черноморского флота. Участвовал в обороне Одессы, обороне Севастополя, в конвойных и десантных операциях. Вместе с ним на корабле служил его сын, который погиб в 1942 году вместе с кораблём.
Вальцовщик, старший вальцовщик сортопрокатного цеха Днепропетровского металлургического завода имени Г. И. Петровского Днепропетровского совнархоза.
Указом Президиума Верховного Совета СССР от 19 июля 1958 года присвоено звание Героя Социалистического Труда с вручением ордена Ленина и золотой медали «Серп и Молот».
Умер в Днепропетровске в 1964 году.